# Flaviac
Flaviac est une commune française située dans le département de l'Ardèche en région Auvergne-Rhône-Alpes.
Les habitants sont appelés les Flaviacois et les Flaviacoises.

## Géographie

### Situation et description
Le village de Flaviac, à l'aspect fortement rural est situé sur les contreforts orientaux du Massif central, non loin de la vallée du Rhône, au pied des pentes du plateau basaltique du Coiron. La commune, située dans le canton de Privas (et légèrement à l'est de cette ville) est rattachée à la communauté d'agglomération Privas Centre Ardèche.

### Hydrographie
La commune est traversée par la rivière Ouvèze.

### Climat
Pour des articles plus généraux, voir Climat d'Auvergne-Rhône-Alpes et Climat de l'Ardèche.
En 2010, le climat de la commune est de type climat méditerranéen altéré, selon une étude du CNRS s'appuyant sur une série de données couvrant la période 1971-2000. En 2020, Météo-France publie une typologie des climats de la France métropolitaine dans laquelle la commune est dans une zone de transition entre le climat de montagne et le climat méditerranéen et est dans une zone de transition entre les régions climatiques « Moyenne vallée du Rhône » et « Provence, Languedoc-Roussillon ».
Pour la période 1971-2000, la température annuelle moyenne est de 13,2 °C, avec une amplitude thermique annuelle de 17,6 °C. Le cumul annuel moyen de précipitations est de 1 137 mm, avec 6,2 jours de précipitations en janvier et 4,7 jours en juillet. Pour la période 1991-2020, la température moyenne annuelle observée sur la station météorologique de Météo-France la plus proche, « Chomérac Sa_rce », sur la commune de Chomérac à 4 km à vol d'oiseau, est de 13,2 °C et le cumul annuel moyen de précipitations est de 1 104,9 mm,. Pour l'avenir, les paramètres climatiques de la commune estimés pour 2050 selon différents scénarios d'émission de gaz à effet de serre sont consultables sur un site dédié publié par Météo-France en novembre 2022.

## Urbanisme

### Typologie
Au 1er janvier 2024, Flaviac est catégorisée bourg rural, selon la nouvelle grille communale de densité à 7 niveaux définie par l'Insee en 2022.
Elle appartient à l'unité urbaine de Saint-Julien-en-Saint-Alban, une agglomération intra-départementale dont elle est ville-centre,. Par ailleurs la commune fait partie de l'aire d'attraction de Privas, dont elle est une commune de la couronne,. Cette aire, qui regroupe 24 communes, est catégorisée dans les aires de moins de 50 000 habitants,.

### Occupation des sols
L'occupation des sols de la commune, telle qu'elle ressort de la base de données européenne d’occupation biophysique des sols Corine Land Cover (CLC), est marquée par l'importance des forêts et milieux semi-naturels (79,9 % en 2018), une proportion sensiblement équivalente à celle de 1990 (80,5 %). La répartition détaillée en 2018 est la suivante : 
forêts (55,9 %), milieux à végétation arbustive et/ou herbacée (24 %), prairies (12,6 %), zones urbanisées (5,1 %), zones agricoles hétérogènes (2,4 %).
L'évolution de l’occupation des sols de la commune et de ses infrastructures peut être observée sur les différentes représentations cartographiques du territoire : la carte de Cassini (XVIIIe siècle), la carte d'état-major (1820-1866) et les cartes ou photos aériennes de l'IGN pour la période actuelle (1950 à aujourd'hui).

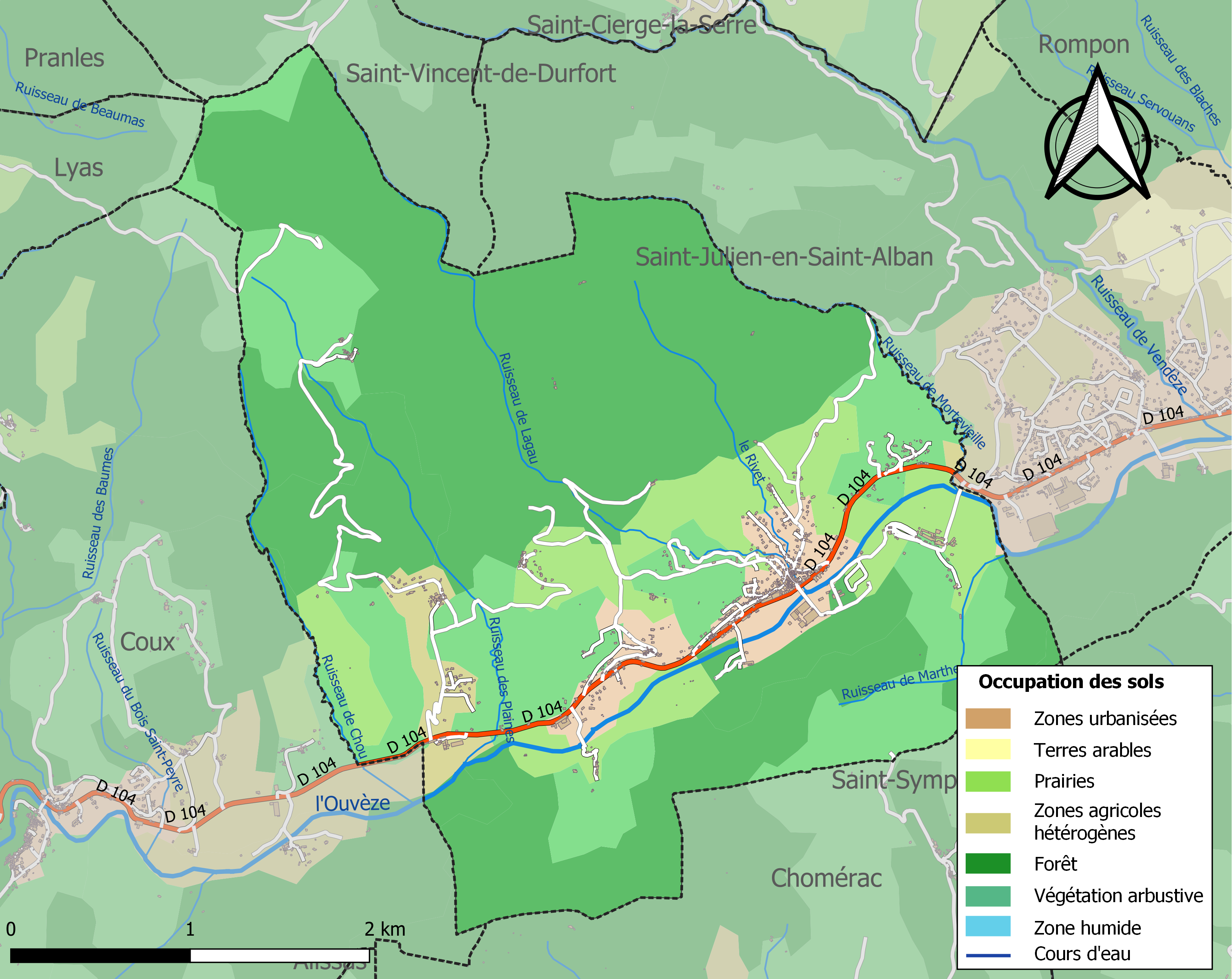
Carte des infrastructures et de l'occupation des sols de la commune en 2018 (CLC).

### Voies de communication et transports
Le territoire communal est traversé par l'ancienne RN 104, reclassé en RD 104 par application du décret du 5 décembre 2005. Cette route relie la commune, selon un axe est-ouest à celle du Pouzin et d'Aubenas.

### Risques naturels et technologiques

#### Risques sismiques
La totalité du territoire de la commune de Flaviac est situé en zone de sismicité no 3 (sur une échelle de 1 à 5), comme la plupart des communes situées dans la vallée du Rhône et la Basse Ardèche, mais non loin de la limite orientale de la zone no 2 qui correspond au plateau ardéchois.
| Type de zone | Niveau            | Définitions (bâtiment à risque normal) |
| ------------ | ----------------- | -------------------------------------- |
| Zone 3       | Sismicité modérée | accélération = 1,1 m/s2                |

## Politique et administration

### Liste des maires
| Période                                  | Période                   | Identité           | Étiquette                      | Qualité                       |
| ---------------------------------------- | ------------------------- | ------------------ | ------------------------------ | ----------------------------- |
| Les données manquantes sont à compléter. |                           |                    |                                |                               |
| mars 1965                                | mars 1977                 | Amédée Valette     | MRP puis CD                    |                               |
| mars 1977                                | mars 2001                 | François Chevalier | PCF                            |                               |
| mars 2001                                | 2020                      | Gérard Béal        | DVG, puis DVD[réf. nécessaire] | Retraité                      |
| 2020                                     | En cours (au 6 août 2020) | Michel Constant    |                                | Cadre de l'industrie retraité |

### Jumelages
- Bistagno (Italie)
- Spinone al Lago (Italie)

## Population et société

### Démographie
L'évolution du nombre d'habitants est connue à travers les recensements de la population effectués dans la commune depuis 1793. Pour les communes de moins de 10 000 habitants, une enquête de recensement portant sur toute la population est réalisée tous les cinq ans, les populations de référence des années intermédiaires étant quant à elles estimées par interpolation ou extrapolation. Pour la commune, le premier recensement exhaustif entrant dans le cadre du nouveau dispositif a été réalisé en 2008.

En 2022, la commune comptait 1 239 habitants, en évolution de +1,72 % par rapport à 2016 (Ardèche : +2,48 %, France hors Mayotte : +2,11 %).
| 1793 | 1800 | 1806 | 1821 | 1831 | 1836 | 1841 | 1846 | 1851 |
| ---- | ---- | ---- | ---- | ---- | ---- | ---- | ---- | ---- |
| 523  | 554  | 604  | 724  | 802  | 894  | 865  | 953  | 989  |

| 1856  | 1861  | 1866 | 1872  | 1876 | 1881 | 1886 | 1891 | 1896 |
| ----- | ----- | ---- | ----- | ---- | ---- | ---- | ---- | ---- |
| 1 003 | 1 060 | 948  | 1 008 | 929  | 776  | 830  | 863  | 960  |

| 1901  | 1906  | 1911  | 1921 | 1926 | 1931 | 1936 | 1946 | 1954 |
| ----- | ----- | ----- | ---- | ---- | ---- | ---- | ---- | ---- |
| 1 082 | 1 328 | 1 271 | 952  | 981  | 961  | 854  | 789  | 831  |

| 1962 | 1968 | 1975 | 1982 | 1990 | 1999  | 2006  | 2008  | 2013  |
| ---- | ---- | ---- | ---- | ---- | ----- | ----- | ----- | ----- |
| 778  | 870  | 829  | 912  | 993  | 1 092 | 1 105 | 1 109 | 1 176 |

| 2018  | 2022  | - | - | - | - | - | - | - |
| ----- | ----- | - | - | - | - | - | - | - |
| 1 229 | 1 239 | - | - | - | - | - | - | - |

### Enseignement
La commune est rattachée à l'académie de Grenoble.

### Médias
La commune est située dans la zone de distribution de deux organes de la presse écrite régionale :
- L'Hebdo de l'Ardèche, journal hebdomadaire français basé à Valence et diffusé à Privas et dans son agglomération depuis 1999. Il couvre l'actualité de tout le département de l'Ardèche ;
- Le Dauphiné libéré, journal quotidien de la presse écrite française régionale distribué dans la plupart des départements de l'ancienne région Rhône-Alpes, notamment l'Ardèche. La commune est située dans la zone d'édition de Privas.

### Cultes
La communauté catholique et l'église de Flaviac (propriété de la commune) dépendent de la paroisse Sainte-Mère-Térésa qui comprend de neuf communes. Cette paroisse est elle-même rattachée au diocèse de Viviers.

## Culture locale et patrimoine

### Lieux et monuments
- Église de l'Assomption de Flaviac.
- Temple de Flaviac.

### Héraldique
|  | Flaviac possède des armoiries dont l'origine et le blasonnement exact ne sont pas disponibles. |